# Calzada de Valdunciel
Calzada de Valdunciel és un municipi de la província de Salamanca a la comunitat autònoma de Castella i Lleó. Limita al Nord i Est amb Valdunciel, al Sud amb Castellanos de Villiquera i Valverdón i a l'Oest amb Forfoleda.

## Demografia
| 1991 | 1996 | 2001 | 2004 |
| ---- | ---- | ---- | ---- |
| 671  | 627  | 632  | 669  |